# Gesamtanlage Altstadt Weikersheim

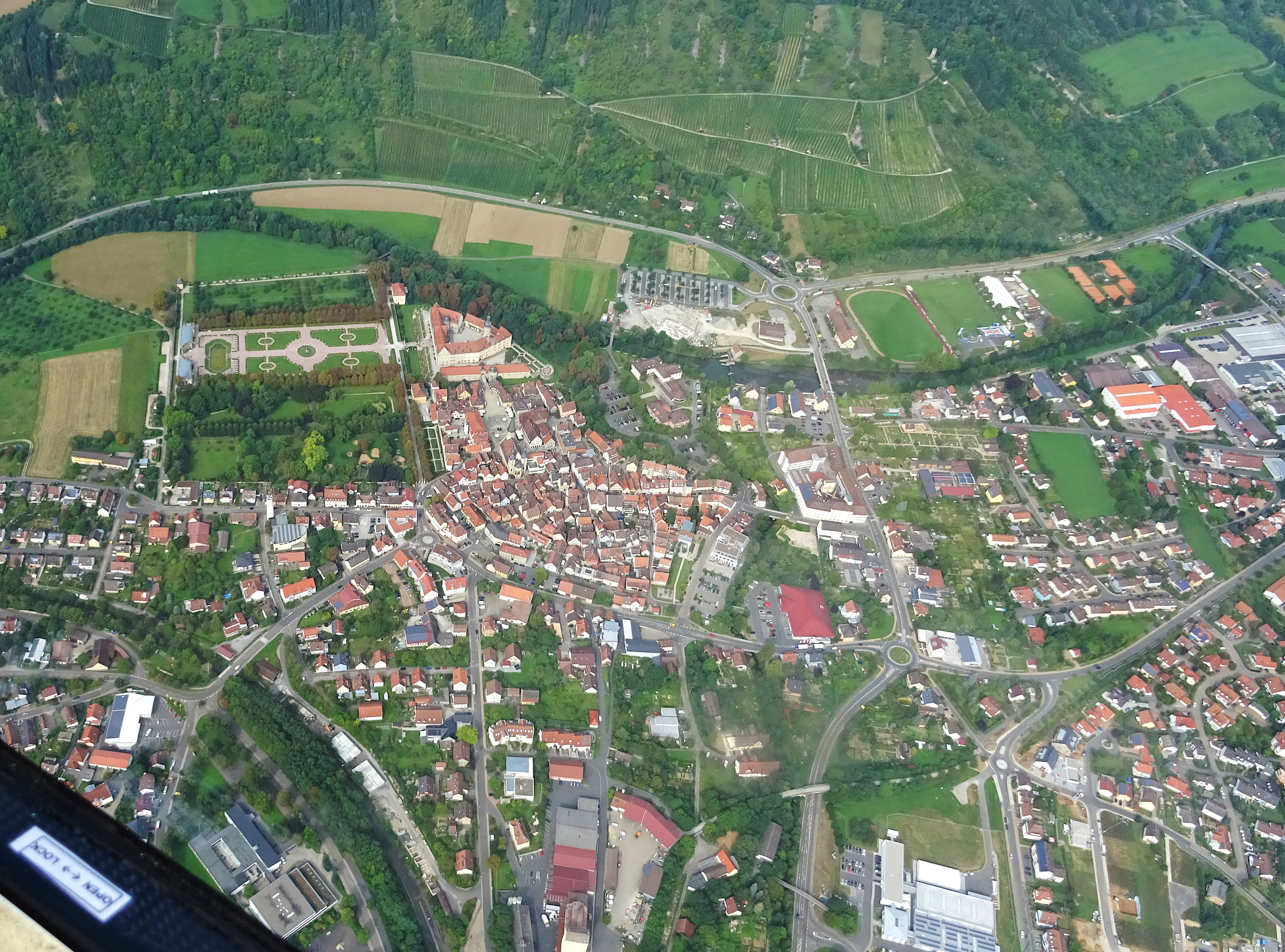
Luftbild von Schloss und Altstadt

Die Gesamtanlage Altstadt Weikersheim ist ein denkmalgeschütztes Ensemble in Weikersheim im Main-Tauber-Kreis in Baden-Württemberg. Geschützt ist seit 2000 der Baubestand und der nahezu vollständig erhaltene Stadtgrundriss. 

## Allgemeines
Gesamtanlagen schützen gemäß § 19 Denkmalschutzgesetz Baden-Württemberg Straßen-, Platz- und Ortsbilder, an deren Erhaltung aus wissenschaftlichen, künstlerischen oder heimatgeschichtlichen Gründen ein besonderes öffentliches Interesse besteht. Geschützt ist das überlieferte Erscheinungsbild der Gesamtanlage mit seinen Bestandteilen und Merkmalen. Neben Bauwerken zählen dazu auch Straßen- und Platzräume oder Grün- und Freiflächen. Schützenswert können außerdem die topographische Lage, der Ortsgrundriss oder eine Stadtsilhouette sein. Der Gesamtanlagenschutz umfasst bei Gebäuden nur die von außen sichtbaren Teile; bei Kulturdenkmalen innerhalb der Gesamtanlage, die zusätzlich nach anderen Bestimmungen des Gesetzes geschützt sind, ist darüber hinaus auch das Innere Gegenstand des Denkmalschutzes.

## Beschreibung
Die einstige hohenlohische Residenzstadt Weikersheim zeichnet durch ihren sehr gut überlieferten, barock überformten Baubestand. Bemerkenswert ist außerdem die fast geschlossen erhaltene Stadtumwehrung sowie die einzigartige kulturlandschaftliche Einbettung. Bei der Altstadt von Weikersheim handelt es sich damit um eine Gesamtanlage gemäß § 19 DSchG.
Teile der Gesamtanlage Altstadt Weikersheim:

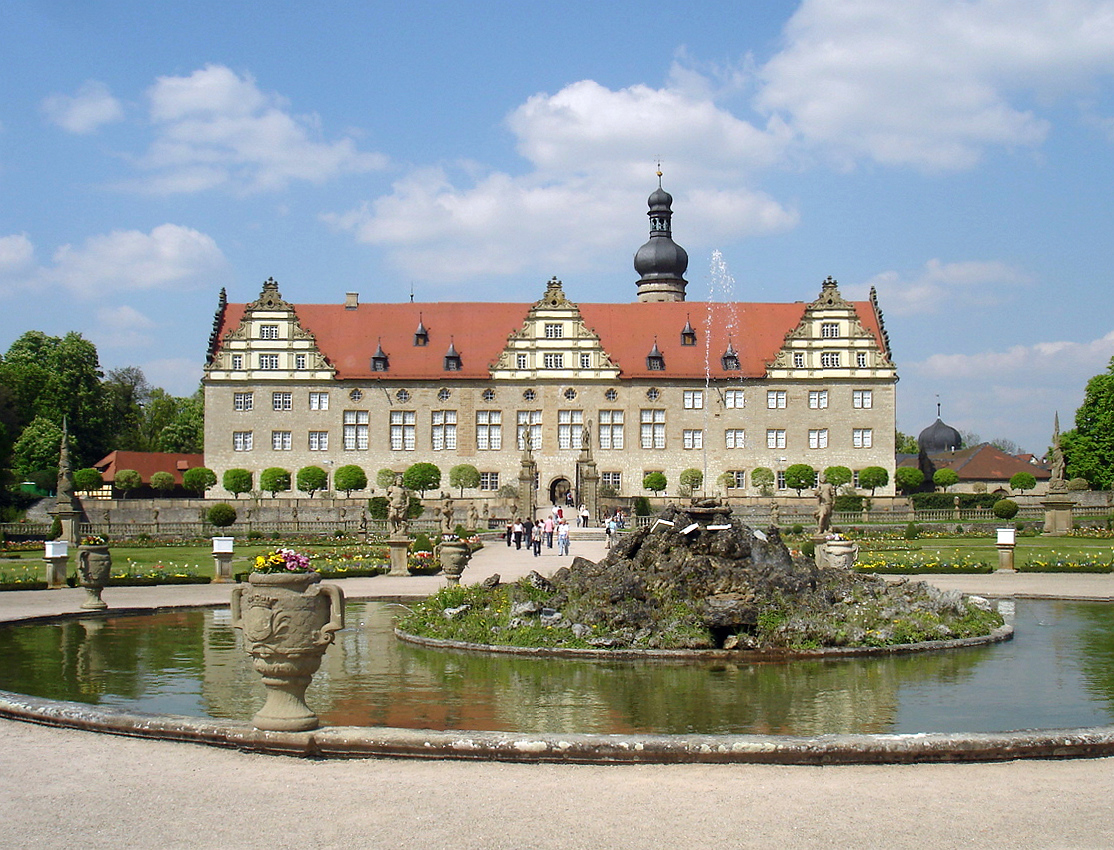
Schloss Weikersheim
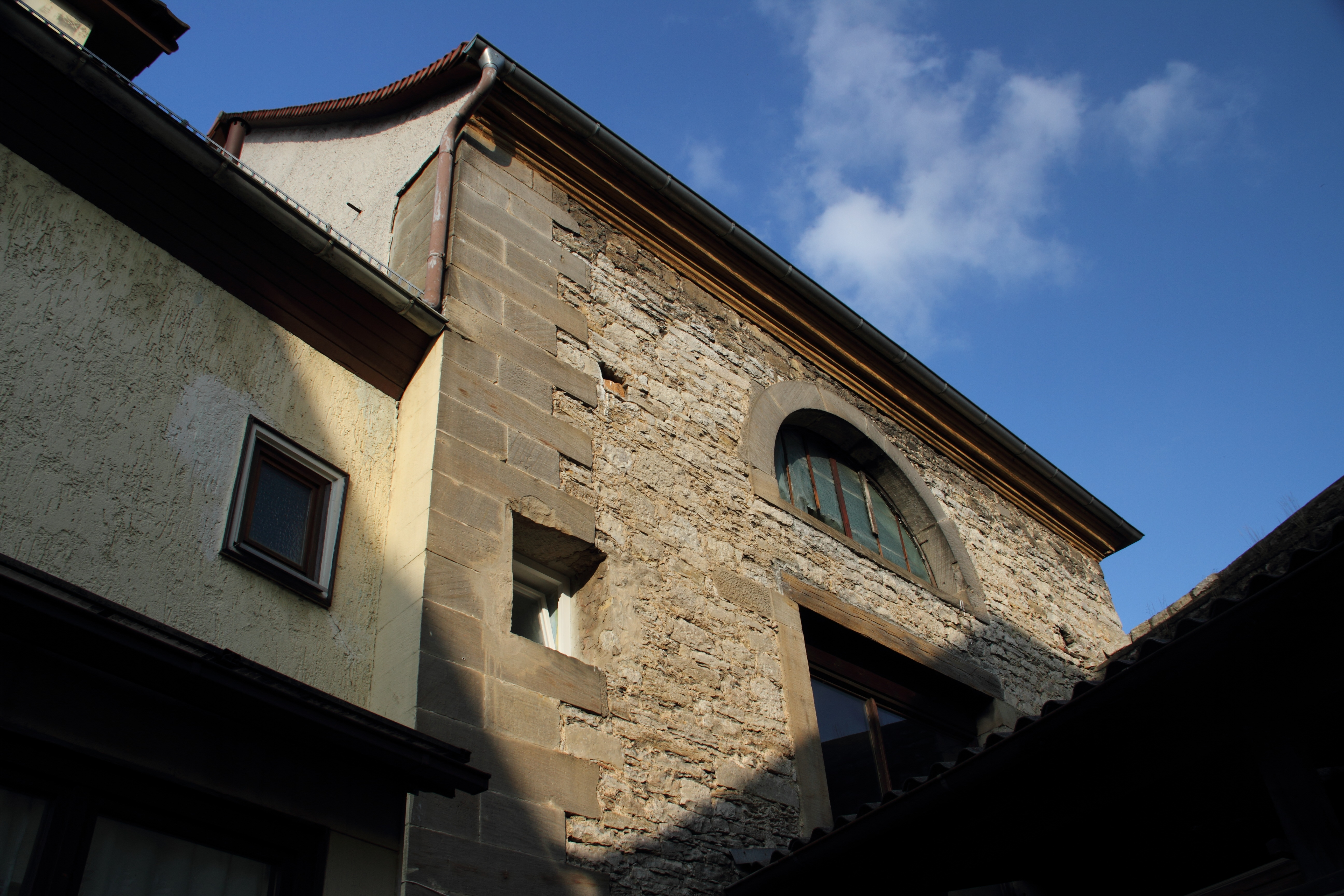
Synagoge